# Diamondville
Diamondville és una població dels Estats Units a l'estat de Wyoming. Segons el cens del 2000 tenia 716 habitants.

## Demografia
Segons el cens del 2000, Diamondville tenia 716 habitants, 304 habitatges, i 199 famílies. La densitat de població era de 211 habitants/km².
Dels 304 habitatges en un 28% hi vivien nens de menys de 18 anys, en un 53% hi vivien parelles casades, en un 8,2% dones solteres, i en un 34,5% no eren unitats familiars. En el 31,6% dels habitatges hi vivien persones soles el 14,1% de les quals corresponia a persones de 65 anys o més que vivien soles. El nombre mitjà de persones vivint en cada habitatge era de 2,36 i el nombre mitjà de persones que vivien en cada família era de 2,93.
Per edats la població es repartia de la següent manera: un 26,4% tenia menys de 18 anys, un 5,6% entre 18 i 24, un 26,5% entre 25 i 44, un 28,5% de 45 a 60 i un 13% 65 anys o més.
L'edat mediana era de 40 anys. Per cada 100 dones de 18 o més anys hi havia 95,9 homes.
La renda mediana per habitatge era de 39.333 $ i la renda mediana per família de 48.000 $. Els homes tenien una renda mediana de 45.694 $ mentre que les dones 26.250 $. La renda per capita de la població era de 21.696 $. Entorn del 10,6% de les famílies i el 12,5% de la població estaven per davall del llindar de pobresa.

## Poblacions més properes
El següent diagrama mostra les poblacions més properes.